# Þorgerðr Hölgabrúðr e Irpa

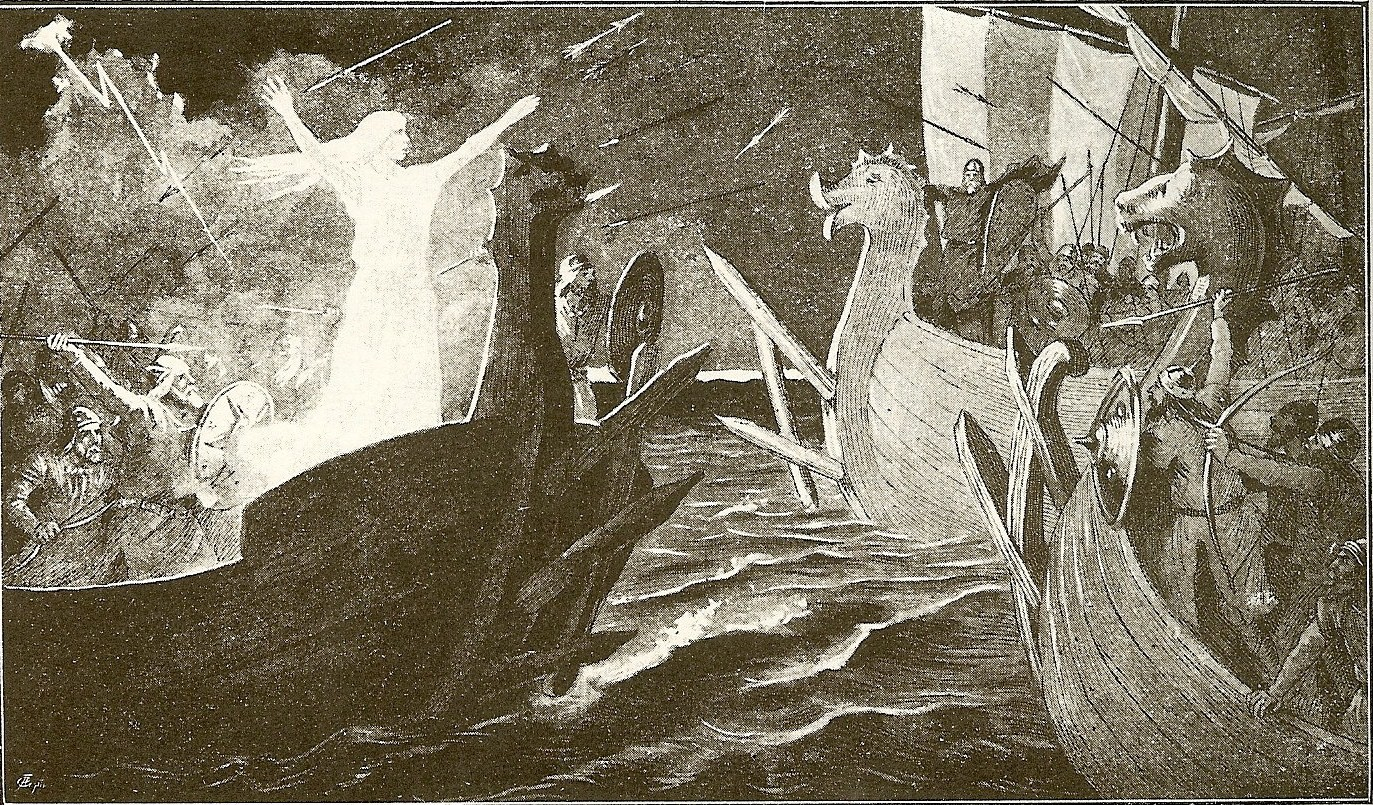
Un'illustrazione raffigurante Þorgerðr Hölgabrúðr alle prese contro la flotta dei vichinghi di Jomsborg (1895) di Jenny Nyström

Þorgerðr Hölgabrúðr e Irpa sono figure divine della mitologia norrena. Insieme compaiono nella Saga dei vichinghi di Jomsborg, nella saga di Njáll e nell'opera dello scaldo Þorleifr jarlsskáld Rauðfeldarson. Þorgerðr appare singolarmente anche nel libro Skáldskaparmál dell'Edda in prosa, nella Saga dei Faroesi, nella Saga di Harðar e degli abitanti di Geirshólmr ed è inoltre nominata nella Saga di Ketil trota.
Þorgerðr Hölgabrúðr in particolare è menzionata in associazione allo jarl Haakon Sigurdsson. Nella Saga dei vichinghi di Jomsborg e ne Þorleifs þáttr jarlsskálds, Þorgerðr e Irpa sono descritte come sorelle. Il ruolo e l'identità di Þorgerðr e Irpa in queste fonti, comunque, sono al centro di dibattiti accademici e congetture.

## Etimologia
Il nome Þorgerðr Hölgabrúðr può essere tradotto letteralmente dall'norreno come "Þorgerðr, sposa di Hölgi". Secondo quanto scritto nel capitolo 42 dello Skáldskaparmál, però, Hölgi (un eponimo comune nell'Hålogaland, la più settentrionale delle province norvegesi nelle saghe norrene) sarebbe anche il padre di Þorgerðr. Il nome Þorgerðr è inoltre composto dal nome della divinità Þor (Thor) e dal termine gerðr ("recintato").
Il secondo nome Hölgabrúðr in alcune fonti appare col suffisso -brúðr sostituito da quello di -troll; in altre fonti, al posto di Hölg-, si trovano invece i prefissi Hörða-, Hörga-, and Hölda. È stata avanzata l'ipotesi che Þorgerðr si confonda con la figura mitologica Gerðr dato che, come quest'ultima, anche Þorgerðr è a volte descritta come un troll o una gigantessa. Gerðr può anche essere una versione abbreviata del nome Þorgerðr.  Ci si riferisce a Þorgerðr come a Gerðr nell'opera del decimo secolo di Tindr Hallkelsson su Haakon Sigurdsson, citata nel capitolo 43 della Óláfs saga Tryggvasonar contenuta nell'Heimskringla.
John McKinnell suggerisce che il nome del padre di Þorgerðr sia un'aggiunta postuma per spiegare le origini del nome Hålogaland e che quindi "Hölgabrúðr" significhi "sposa dei regnanti di Hålogaland" e, similmente, Hörðabrúðr stia per "sposa dei regnanti di Hörðaland". Hörðabrúðr può poi essere tradotto con "sposa delle divinità pagane" e höldabrúðr sia con "sposa del popolo di Holde" o "sposa di nobile". McKinnell afferma che la varietà dei riferimenti e dei nomi starebbe a indicare che Þorgerðr Hölgabrúðr fosse conosciuta e venerata in differenti località.
Il nome Irpa probabilmente deriva dal termine in norreno jarpr "marrone scuro", il che ha prodotto numerose teorie, connettendo Þorgerðr Hölgabrúðr e Irpa alle divinità della fecondità legate al mondo ctonio. Si pensa che il termine Jarpr derivi dalla parola in proto-germanico *erpa-.

## Testimonianze
Þorgerðr e Irpa sono menzionate nelle seguenti opere:

### Jómsvíkinga saga

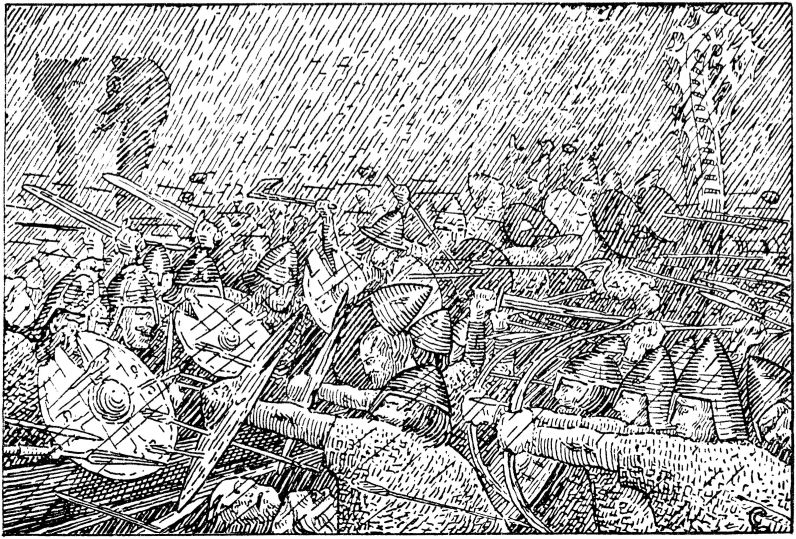
Illustrazione della Jómsvíkinga saga (1897) di Halfdan Egedius

Þorgerðr appare nel capitolo 21 della Saga dei vichinghi di Jomsborg che è incentrato sulla battaglia di Hjörungavágr tra la flotta dei Vichinghi di Jomsborg (Jómsvíkingar) capitanata da Sigvaldi Strut-Haraldsson e la flotta di Hákon Sigurðarson e Sveinn Hákonarson. Hákon durante un'assemblea indetta in un momento di tregua dalla battaglia rivela i propri timori sulle sorti del conflitto; decide allora di recarsi sull'isola Primsigned, a nord della Baia Hjórunga. Qui, Hákon, descritto in ginocchio mentre si rivolge con lo sguardo a nord, innalza le proprie preghiere alla sua divinità patrona, Þorgerðr Hölgabrúðr. Stando a quanto scritto nella saga, Þorgerðr rifiuta ripetutamente le offerte di Hákon per poi accettarne il sacrificio (blót) del figlio di 7 anni. Dopo che il servo di HákonSkopti, uccide il ragazzo, Hákon ritorna dalla sua flotta e intima ai suoi uomini di ricominciare a combattere, affidandoli alla protezione di "Thorgerd" ("Þorgerðr" appare qui nella sua forma anglicizzata)
La battaglia riprende mentre una tempesta si avventa contro la flotta dei Jómsvíkingar. Un membro della flotta di Hákon insieme a molti altri compagni avvista Þorgerðr: dalla punta delle dita della divinità prendono il lancio frecce, ognuna delle quali indirizzata a uccidere un membro della flotta avversaria. A seguito di una seconda invocazione da parte di Hákon, la tempesta infierisce un'altra volta contro le navi dei Jómsvíkingar e sulla nave di Hákon, ora, le donne che lanciano magicamente frecce contro i nemici sono due.
Sigvaldi, a capo dei Jómsvíkingar, ordina la ritirata ai suoi uomini adducendo come motivazione alla propria decisione anche il fatto che ora tra le file nemiche ci sono due donne, appellate col termine "orchesse" e "gigantesse". Dopo la vittoria, per quantificare il potere di Þorgerðr e Irpa, gli uomini di Hákon decidono di pesare i chicchi di grandine caduti durante la tempesta scoprendo che ognuno di questi pesa un'oncia.

### Saga di Njáll
Þorgerðr e Irpa sono nuovamente menzionate insieme nel capitolo 88 della saga di saga di Njáll, ambientato nei secoli decimo e undicesimo. Qui Hrapp penetra di nascosto all'interno del tempio di Haakon e Gudbrand mentre Hakoon è a un banchetto a casa di Gudbrand. Hrapp deruba una statua di Þorgerðr: prende un grosso anello d'oro e il cappuccio di lino che la rappresentazione della dea indossa. Quindi, Hrapp vandalizza pure una raffigurazione di Thor rubandone anche in questo caso l'anello. Hrapp non risparmia nemmeno la statua di Irpa: anche a quest'ultima, infatti, preleva l'anello. Dopo aver rubato altri gioielli e decorazioni preziose presenti nel tempio, Hrapp dà fuoco all'edificio.

### Skáldskaparmál
Þorgerðr è nominata nel libro Skáldskaparmál dell'Edda in prosa. Qui il termine Hålogaland è spiegato dipendere dal re Hölgi, padre di Þorgerðr. Stando a quanto scritto nello Skáldskaparmál, in onore di entrambi venivano organizzati riti sacrificali (blót) che includevano denaro. Per Hölgi, fu anche edificato un tumulo ricco d'oro e d'argento, poi ricoperto da strati di terra e pietra. Nella Skáldskaparmál è poi presente una lista di gigantesse che comprende anche Hölgabrúðr.

### Saga dei Faroesi
Nel capitolo 23 della Saga dei Faroesi Haakon chiede a Sigmund dove riponga la sua fede. Sigmund risponde di non aver fede in nessuno tranne che in se stesso, mentre Haakon dichiara al contrario di aver riposto tutta la propria fedeltà in "Thorgerd" (forma anglicizzata di "Þorgerðr").

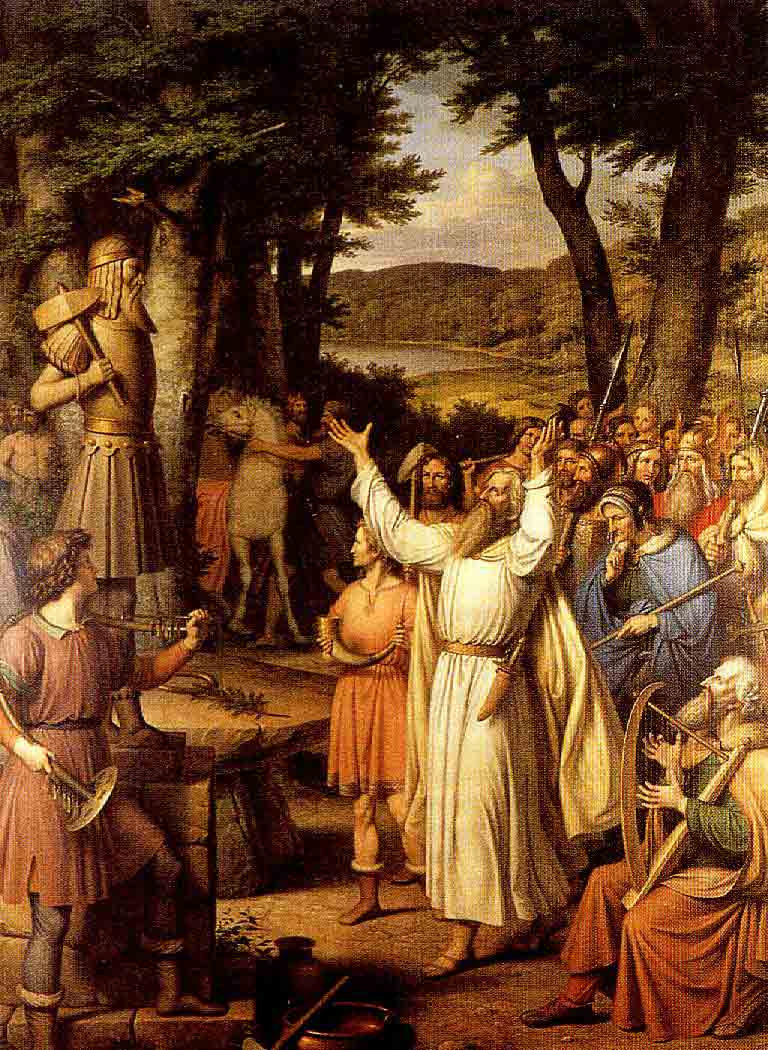
Un dipinto di J. L. Lund raffigurante un sacrificio a Thor

I due quindi percorrono un piccolo sentiero nei boschi fino ad arrivare a un'abitazione recintata, descritta come sontuosa e decorata da incisioni dorate e argentate. Insieme a pochi altri uomini, i due entrano nell'edificio scoprendolo illuminato a giorno dalla luce filtrata da finestre vetrate sul soffitto. All'interno vi sono rappresentazioni di varie divinità tra cui, vicino alla porta, quella di una figura femminile. La saga racconta di come Haakon a questo punto si getti ai piedi della donna. Quando si rialza, Haakon suggerisce a Sigmund di fare un'offerta alla dea, in particolare di offrirle dell'argento. Haakon per aver conferma del supporto della dea e col proposito di consegnarlo a Sigmund come pegno di buona sorte, prova a sfilare dal dito della statua l'anello che questa porta. Haakon riesce nel suo intento solo al secondo tentativo, dopo essersi gettato implorante a terra di fronte alla divinità. Haakon quindi consegna l'anello a Sigmund, raccomandandogli di non separarsene mai. I due ritornano infine alle proprie navi, presto separate da una tempesta.

### Harðar saga ok Hólmverja

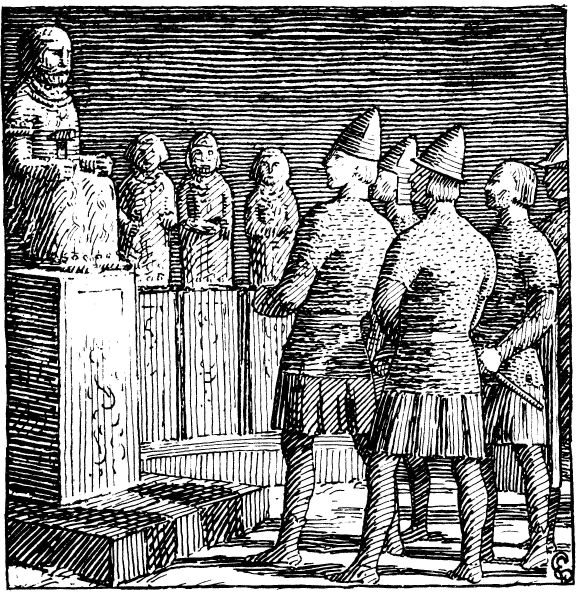
"Re Olaf nel tempio di Thorf" (1897), Illustrazione de Óláfs saga Tryggvasonar di Halfdan Egedius

Nel capitolo 19 della Saga di Harðar e degli abitanti di Geirshólmr, Grímkell Bjarnarson, un sacerdote (goði) imparentato con Haakon, si reca al tempio di Þorgerðr Hörgabrúðr per implorare un ricco partito per la propria figlia. Dopo un'accesa discussione con Þorgerðr che gli rivela che non gli manca molto da vivere, Grímkell impazzisce d'ira decidendo di appiccare fuoco al tempio. Più tardi, la stessa sera durante la cena, Grímkell muore improvvisamente.

### Ketils saga hœngs
Nel capitolo 5 della Ketils saga hœngs, Ketill incontra in una foresta una gigantessa. Quest'ultima gli racconta di essere in viaggio verso un'assemblea (þing) di giganti. Tra le figure che saranno presenti, continua la gigantessa, ci saranno Skelkingr, sovrano dei giganti, e Þorgerðr Hörgatröll.

### Þorleifs þáttr jarlsskálds
In Þorleifs þáttr jarlsskálds, Þorleifr Ásgeirsson, conosciuto come jarlsskáld ("lo scaldo dello Jarl"), recita un poema incantatore e malevolo nel salone di Haakon ai danni di quest'ultimo. Nel capitolo 7, Haakon guarisce dalle ferite subite e decide di fare delle offerte a Þorgerðr Hördabrúðr e a sua sorella Irpa per richiedere loro un parere sulla migliore vendetta da arrecare a Þorleifr. Haakon su consiglio di queste ultime fa quindi costruire un fantoccio di legno dotato di un cuore umano (trémaðr, in norreno), inviandolo quindi in Islanda sulle tracce di Þorleifr per ucciderlo.